# Samuel Bradford
Samuel Clement Bradford (10 de enero de 1878 - 13 de noviembre de 1948) fue un matemático, bibliotecario, documentalista e informatólogo británico. Formuló en Bibliometría la ley de dispersión de la literatura científica, conocida como Ley de Bradford, además de establecer teorías en Información y Documentación Científica.

## Biografía
Samuel Clement Bradford nació en Londres (Reino Unido) y estudió química en la Universidad de Londres. En 1899 comenzó a trabajar en el Museo de Ciencias de Londres, pasando luego en 1901 a la biblioteca, de la que fue jefe de la sección de documentación química en 1913. Más tarde, dirigiría la institicuión desde 1925 hasta su jubilación en 1937. Bradford intentó que la biblioteca se transformase en una Biblioteca Nacional Científica dentro del Museo, pero la institución albergante siempre fue reticente, aun así pudo crear una de las mejores colección de información científica no libraria. Durante la Primera Guerra Mundial, Bradford fue solicitado para trabajar en distintos productos químicos empleados por el ejército, investigaciones que le valieron el título de doctor por la Universidad de Londres.
Además, fue miembro activo en los círculos bibliotecarios y documentales, fundando en 1927 la British Society for Internacional Bibliography (BSIB) y fue presidente electo en 1945 de la Federación Internacional de Información y Documentación, organización de la que fue un gran seguidor.
Muere en el barrio de Wimbledon, Londres.

## Obra académica
Samuel Bradford publicó el año de su muerte (1948) su obra Documentation, primer libro publicado sobre este tema tras el Tratado de Documentación de Paul Otlet y es una recopilación de trabajos anteriores. Se considera que Bradford es el siguiente teórico más importante después de Otlet.
Bradford es considerado junto a Jesse Shera, el autor más importante de la corriente teórica de la perspectiva biblioteconómica de la Documentación. Considera a la Documentación como una disciplina subordinada a la Biblioteconomía, la define como el arte de reunir, clasificar y hacer accesible los documentos de todas las formas de actividad intelectual, y considerando que tiene una doble vertiente:
- 1- Universal: es vital para cualquier ciencia o disciplina tanto en su fase de estudio, aplicación o descubrimiento.
- 2- Técnica: son los procesos técnicos para reunir y clasificar por materias todos los registros para poder utilizarlos en nuevos descubrimientos y aplicacones.

Por último, el documentalista sería un bibliotecario especializado en la difusión del contenido del material no librario, material más vinculado al progreso científico. 

## Otras obras
- 1934. Sources of information on specific subjects. Engineering 26, p. 85-86

- 1946. Romance of Roses. Londres: F. Muller

- 1948. Documentation. Londres: Crosby Lockwood

- 1953. Documentation. 2ª ed. con introd. de Jesse H. Shera y Margaret E. Egan. Londres: Crosby Lockwood

### Bibliometría
Además, Bradford trabajó mucho en la sistematización de las bibliotecas científicas y fue un impulsor cedidido en el empleo de la Clasificación Decimal Universal y en el empleo de resúmenes en las publicaciones científicas. Sin embargo, en 1934 Samuel Bradford comenzó a analizar bibliométricamente artículos en astrofísica y sus resultados dieron en la enunciación de la ley de distribución y dispersión de la literatura científica, bautizada con su apellido Ley de Bradford.  Los resultados de esta ley sirven para que los centros de documentación planifiquen el uso de los revistas más importantes.